# René Allendy
René Felix Allendy (Parijs, 19 februari 1889 – Montpellier, 12 juli 1942) was een Frans arts, psychoanalyticus, homeopaat en astroloog. 
Samen met René Laforgue, A. Borel, R. Loewenstein, G. Parcheminey, Edouard Pichon en Marie Bonaparte stichtte hij in 1926 de Société psychoanalytique de Paris. Hij was secretaris van de vereniging van 1928 tot 1931.

## Levensloop
Hij bracht een moeilijke jeugd door, geplaagd door talrijke ziekten. Hij liep school bij de paters maristen in het Parijse Collège Saint Joseph en vervolgens in het Lycée Janson de Sailly. Hij studeerde verder aan de École des langues orientales en leerde er Russisch. Later leerde hij ook nog Zweeds. Tijdens zijn schooljaren werd hij ontgoocheld door de religie en werd antiklerikaal. 
In februari 1912 werd hij ingewijd in de vrijmetselaarsloge L'étoile polaire (Grand Orient de France) om in 1920 over te stappen naar een gemengde loge van Le Droit Humain.
Hij vervolgde met studies geneeskunde en promoveerde tot doctor in de geneeskunde op 12 november 1912. Zijn eindwerk had als titel L’Alchimie et la Médecine. 
Gemobiliseerd in 1914, werd hij tijdens de Eerste Wereldoorlog slachtoffer van een Duitse gasaanval in de Champagne. Hij werd daarna aangetast door tuberculose en met een invalidenpensioen van verdere legerdienst ontslagen.
Terug in Parijs werd hij verbonden aan het Hôpital Léopold Bellan en aan klinieken voor de preventie van tuberculose. Van 1932 tot 1939 was hij verbonden aan het Hôpital Saint-Jacques, waar hij homeopathische behandelingen deed.
Samen met zijn vrouw stichtte hij in 1922 aan de Sorbonne de Groupe d'études philosophiques et scientifiques pour l'examen des idées nouvelles, met als doel aan nieuwe ideeën een kans te geven. Talrijke Franse en buitenlandse sprekers kwamen er het woord voeren over wetenschappen, kunst en psychoanalyse.
Onder hen zijn te vermelden: Alfred Adler, Otto Rank, Jean Piaget, Darius Milhaud, Antonin Artaud, Juan Gris, Le Corbusier, Marinetti, Jean Epstein en René Guénon.
Hij oefende verder zijn artsenpraktijk uit, met inbegrip van homeopathie en psychoanalyse, maar tegelijk bestudeerde hij esoterie en numerologie en publiceerde hierover. Naast zijn privépraktijk op het adres 67, rue de l’Assomption in Parijs, werkte hij ook als psychoanalyticus in de psychiatrische kliniek Sainte-Anne.
In 1924 kreeg hij meer bekendheid, door de publicatie van twee werken. Samen met René Laforgue schreef hij La psychoanalyse et les névroses. Daarna schreef hij La Libido, een werk dat hij opdroeg aan Sigmund Freud.
In 1934 was hij medestichter van het Institut de psychanalyse waar hij ook doceerde en hiermee aanzienlijke faam verwierf.
Hij schreef talrijke boeken en artikels, enerzijds over psychoanalyse, anderzijds over homeopathie. Hij publiceerde ook esoterisch werk, zoals zijn standaardwerk over de 'vervloekte' doctor Paracelsus.
Hij was bevriend met Antonin Artaud, die hij ook als patiënt had. Onder zijn andere patiënten die zich lieten psychoanalyseren, bevonden zich René Crével, Maurice Sachs, Hugh Guiler en Anaïs Nin. Beide laatsten waren met elkaar getrouwd, maar dit belette Allendy niet, hoewel hij tegelijk haar man als patiënt had, om met haar seks te hebben, hetgeen ze striemend beschreef in haar dagboek.
Hij verliet Parijs in 1940 en verbleef in Montpellier waar hij zijn laatste bedenkingen dicteerde. Ze werden na zijn dood gepubliceerd onder de titel Journal d’un médecin malade.

## Alice Yvonne Nel Dumouchel
Pas afgestudeerd, trouwde Allendy op 19 november 1912 met Alice Yvonne Nel Dumouchel (Parijs, 3 september 1890 - 23 augustus 1935). Tot aan haar dood was ze zijn naaste medewerker. In 1936 hertrouwde hij met Colette Nel Dumouchel, zijn schoonzuster.
Onder de schuilnaam Jacques Poisson publiceerde Alice artikels over de relatie tussen kunst en psychoanalyse. Ze betrok hierbij vaak de cinema, als 'nieuwe kunst'. In Littérature moderne et psychanalyse (april 1923), paste ze de methodes van Freud toe bij haar analyses van literatuur en schilderkunst, voornamelijk toegepast op het werk van de avant-garde. Hierbij analyseerde ze het werk van Guillaume Apollinaire, Jean Cocteau, Philippe Soupault en Blaise Cendrars.

## Publicaties
- L'alchimie et la médecine : étude sur les théories hermétiques dans l'histoire de la médecine (1912).
- Les tempéraments, (Vigot frères, 1922).
- (samen met René Laforgue) La psychanalyse et les névroses (1924).
- Les rêves et leur interprétation psychanalytique (1926).
- Le problème de la Destinée (Gallimard, 1927).
- Orientations des idées médicales (1928).
- La justice intérieure (1931).
- La psychanalyse : doctrines et applications (Denoël et Steele, 1931).
- (samen met Yvonne Allendy) Capitalisme et sexualité(Denoël et Steele, 1932).
- Essai sur la guérison (1934).
- Paracelse, le médecin maudit (1937).
- Rêves expliqués (1938).
- Aristote ou le complexe de trahison (1942).
- Journal d'un médecin malade ou six mois de lutte avec la mort Ed. Denoël, (1944).
- Les constitutions psychiques (2002), Éditions L'Harmattan, ISBN 2-7475-2265-2

## Archieven
De archieven van René en Alice Allendy werden zorgvuldig bijgehouden door Colette Dunonchel, die ze overliet aan haar petekind Françoise Champin, die ze op haar beurt toevertrouwde aan  het Institut Mémoires de l’édition contemporaine (IMEC) in Parijs.